# Harefjorden
Harefjorden är en sjö i Säffle kommun i Värmland och ingår i Göta älvs huvudavrinningsområde. Sjön är 9 meter djup, har en yta på 15,6 kvadratkilometer och befinner sig 45 meter över havet. Sjön genomflyts av vattendraget Byälven (Kölaälven). Vid provfiske har en stor mängd fiskarter fångats, bland annat abborre, asp, björkna och braxen.

## Delavrinningsområde
Harefjorden ingår i delavrinningsområde (656473-133371) som SMHI kallar för Utloppet av Harefjorden. Medelhöjden är 77 meter över havet och ytan är 80,19 kvadratkilometer. Räknas de 259 avrinningsområdena uppströms in blir den ackumulerade arean 4 739,52 kvadratkilometer. Byälven (Kölaälven) som avvattnar avrinningsområdet har biflödesordning 2, vilket innebär att vattnet flödar genom totalt 2 vattendrag innan det når havet efter 203 kilometer. Avrinningsområdet består mestadels av skog (57 procent) och jordbruk (13 procent). Avrinningsområdet har 16,27 kvadratkilometer vattenytor vilket ger det en sjöprocent på 20,3 procent.

## Fisk
Vid provfiske har följande fisk fångats i sjön:
| - Abborre - Asp - Björkna - Braxen | - Gärs - Gädda - Gös - Id | - Mört - Sarv - Sik - Sutare |